# Serbia Nedicia

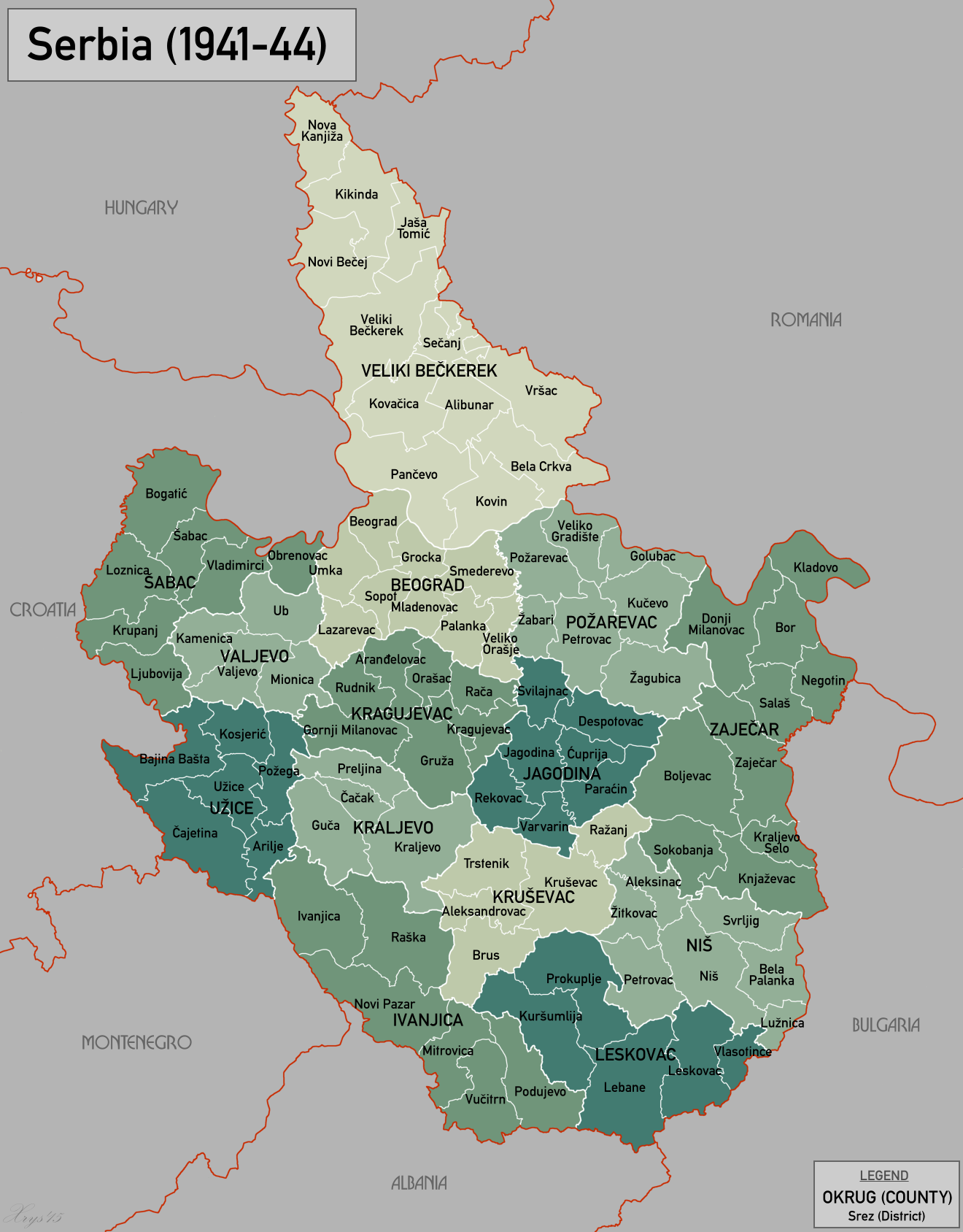
Podział administracyjny Serbii w czasie II wojny światowej

Serbia Nedicia (serb.-chorw. Недићева Србија, Nedićeva Srbija) – nazwa dla Serbii pod niemiecką okupacją podczas II wojny światowej. Krajowi przewodził kolaboracyjny rząd Milana Nedicia, pod niemieckim nadzorem wojskowym – Rząd Ocalenia Narodowego (srb. Влада Националног Спаса – Vlada Nacionalnog Spasa) – który funkcjonował w latach 1941–1944. Geograficznie Serbia Nedicia pokrywała się mniej więcej z dzisiejszą Serbią Centralną (Централна Србија), północną częścią Kosowa (wokół Kosovskiej Mitrovicy) i z autonomicznym regionem Banat, który był rządzony przez mniejszość niemiecką.
Ówczesna Serbia graniczyła z Niezależnym Państwem Chorwackim, terenami okupowanymi przez wojska włoskie (Albania, Kosowo, Czarnogóra), bułgarskie, rumuńskie i węgierskie.

## Sytuacja geopolityczna
Po klęsce Królestwa Jugosławii po agresji III Rzeszy, terytorium znane obecnie jako Centralna Serbia znalazło się pod okupacją wojskową III Rzeszy. Niemcy 29 sierpnia 1941 (po uzyskaniu współpracy gen. Milana Nedicia – byłego ministra obrony Królestwa Jugosławii i dowódcy jednej z armii jugosłowiańskich w wojnie z III Rzeszą w kwietniu 1941) stworzyli rząd kolaboracyjny, który miał pomagać okupantowi w utrzymywaniu porządku i zapewnianiu bezpieczeństwa, będąc jednocześnie uzależnionym politycznie od Niemiec. Serbia była otoczona przez państwa związane sojuszniczo z III Rzeszą lub od niej uzależnione: Niepodległe Państwo Chorwackie na zachodzie; Czarnogórę, Kosowo i Albanię – okupowane (do września 1943) przez Włochy na południu i południowym zachodzie; Macedonię – okupowaną przez Bułgarię na południowym wschodzie. Znajdujący się na północy Banat znajdował się pod bezpośrednią kontrolą Niemiec i był zarządzany autonomicznie przez zamieszkującą tam mniejszość niemiecką, choć formalnie pozostał częścią Serbii; zachodnia Wojwodina została anektowana przez Węgry.

## Polityka wewnętrzna
Polityka wewnętrzna Serbii była podporządkowana niemieckiemu prawu. Prawo to, oparte na rasizmie, przewidywało, że wszyscy Żydzi i Romowie zostaną uwięzieni. Dwoma głównymi więzieniami Serbii były obozy koncentracyjne Sajmište i Banjica. Rząd Milana Nedicia był wspierany przez Dymitra Ljoticia i jego partię ZBOR. Jednym z głównych celów polityki rządu było zdławienie wszelkiego oporu przeciw okupacji kraju przez siły niemieckie. Szczególny priorytet uzyskało ograniczanie ruchu oporu po masakrze w Kragujevacu, gdzie żołnierze Wehrmachtu zabili, w odwecie za atak na swój oddział, wielu mieszkańców (100 cywilów za każdego zabitego żołnierza niemieckiego i 50 za każdego rannego). Siły Nedicia walczyły z partyzantami oraz czetnikami, którzy nie chcieli się zgodzić na podpisanie układu o współpracy. Pod rządami Nedicia Belgrad w 1942 Niemcy ogłosili strefą wolną od Żydów (niem. Judenfrei). Po tym jak Republika Užička została wyzwolona spod panowania Niemiec przez połączoną operację partyzantów komunistycznych i czetników na jesieni 1941, walki z Niemcami na terenie Serbii były sporadyczne. Partyzanci i czetnicy w Serbii byli głównie zaangażowani w walkę przeciw sobie i tylko czasami atakowali siły niemieckie.

## Główni politycy
- Milan Nedić
- Velibor Jonić
- Dimitrije Ljotić
- Dr. Milorad Nedeljković
- Dragomir-Dragi Jovanović
- Milan Aćimović
- Tanasije-Tasa Dinić
- Čedomir Marjanović
- Bogoljub Kujundžić
- Đura Dokić
- Ljubiša Mikić
- Dušan Letica
- Dušan Đorđević
- Boško Pavlović